# 極楽寺駅
極楽寺駅（ごくらくじえき）は、神奈川県鎌倉市極楽寺三丁目にある、江ノ島電鉄の駅。駅番号はEN11。

## 歴史
- 1904年（明治37年）4月1日：開業。
- 1999年（平成11年）10月14日：関東の駅百選に選定される[1]。選定理由は「緑と静寂のなか古風な雰囲気で風情とやすらぎを感じさせる駅」[1]。
- 2013年（平成25年）1月1日：早朝の5時05分頃にホームと反対側にある法面が法面内の水道管破裂により土砂崩れ[2]。同日20時頃まで、稲村ヶ崎 - 長谷間が不通になった。
- 2014年（平成26年）：「江ノ島電鉄」の一部として土木学会選奨土木遺産に選ばれ、銘板の設置場所4ヵ所のうち1ヵ所となる[3][4]。
- 2019年（平成31年）
  - 1月29日：新駅舎の供用開始[5]。
  - 4月：リニューアル工事完工[6]。
- 2022年（令和4年）9月16日：無人駅となる[7]。

## 駅構造
単式ホーム1面1線を有する地上駅で、無人駅である。駅舎は二棟あり、旧駅舎はかなり古い木造形式で、1999年10月に関東の駅百選に選ばれた。2019年1月の新駅舎供用開始後はモニュメントとして活用されている一方で、引き続きPASMO・Suica用の簡易改札機とタッチ決済・QRコード決済リーダー機が設置されており、改札口としての機能は維持されている。2019年1月供用開始の新駅舎も木造建築で、券売機や窓口業務機能が移設されたほか、男女別トイレと多機能トイレも新設された。その他、駐輪場の拡張や駅前広場の整備も行われた。広場の石畳は、かつて鵠沼駅前で使用されていた石畳の再活用である。更にその石畳は、過去に江ノ島腰越間併用軌道に使われていた大理石である。
駅近くには極楽寺検車区があり、当駅で列車の解放・増結、車両交換を頻繁に行うため、ホームの有効長は約85m（約6両分＋α）ある。
当駅は、稲村ヶ崎 - 長谷間の一閉そく区間にある中間駅ではあるが、構内にある車両基地からの出入庫線を構えているため、上下線ともに入換信号機や場内信号機(上り本線、下り第一・下り第二)、誘導信号機、出発信号機が建植されている。通常時は、自動進路制御装置ARCによって、稲村ヶ崎 - 長谷間の進路が開通するようになっているが、先述の車両交換や増解結時の出入庫時、および出発信号機異常の場合は、同区間を稲村ヶ崎 - 極楽寺間と極楽寺 - 長谷間に閉そく区間を二分割し、運転・構内入換が実施される。そのため、他の中間駅と違い、運転取扱いのための装置・機器が装備・配置されている。但し、運転取扱の駅係員は配置されず、専ら、乗務員とCTC司令員の遠隔操作による運転取扱である。

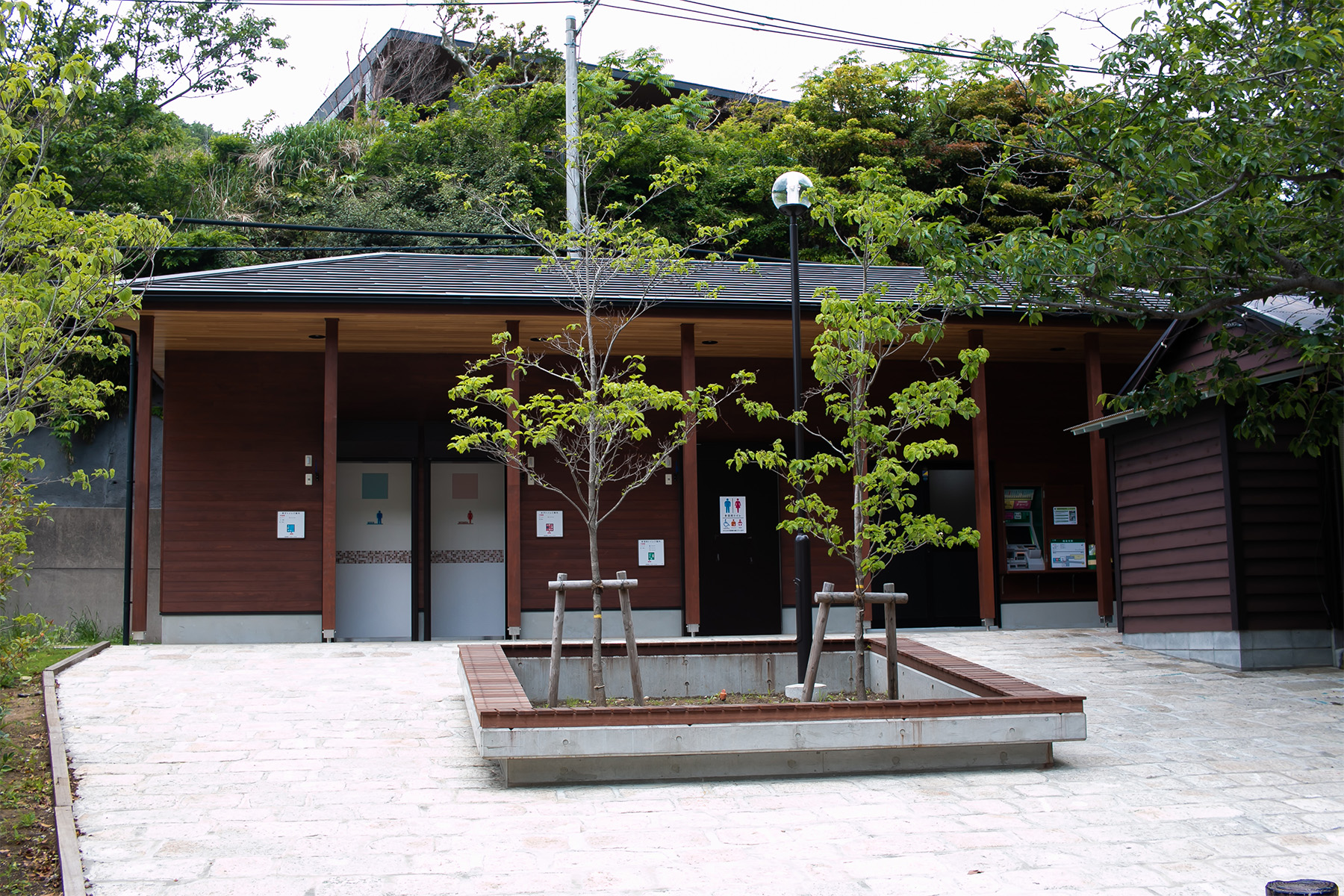
2019年1月供用開始の新駅舎（2019年5月）
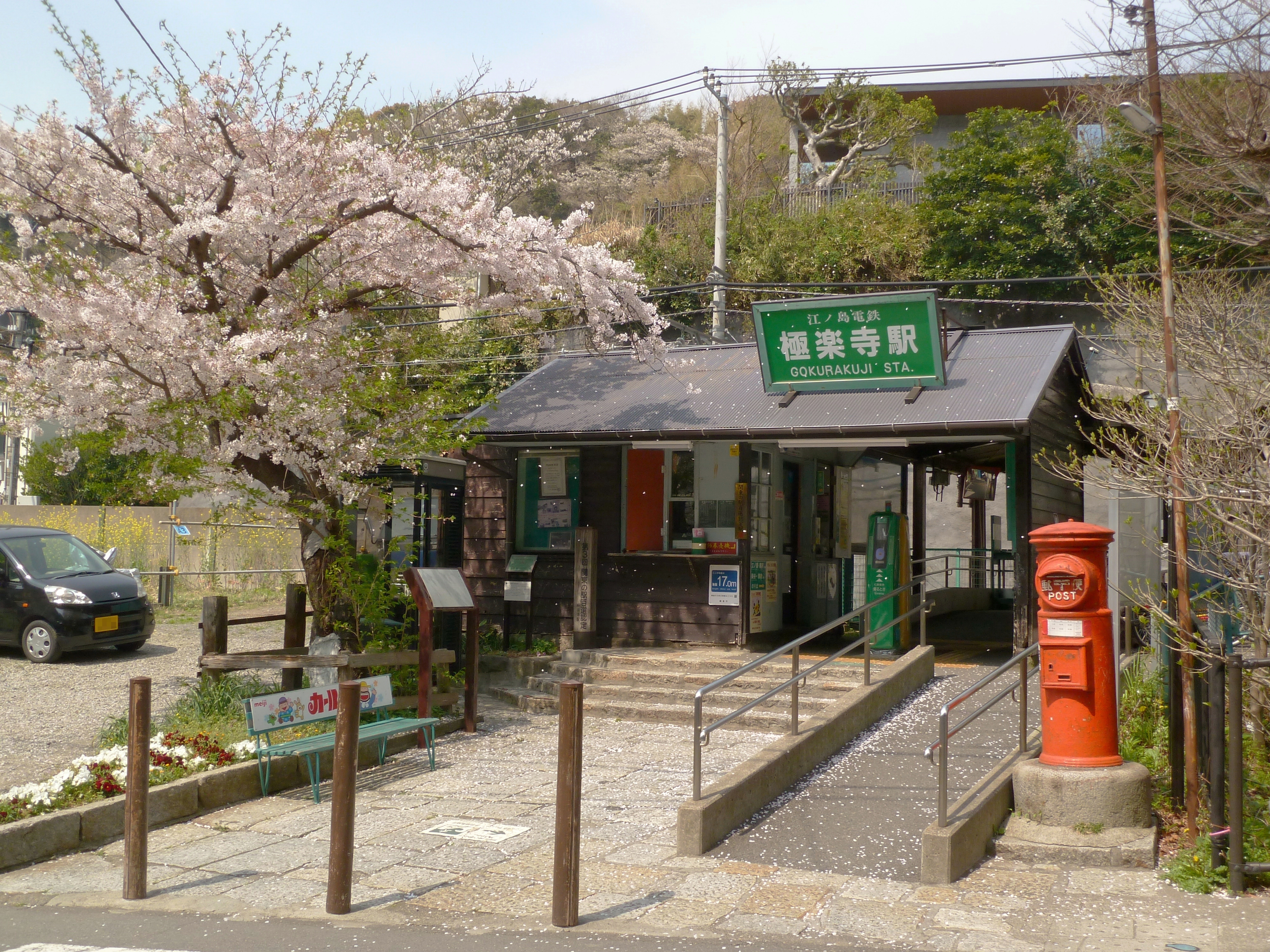
リニューアル工事前の極楽寺駅（2018年4月）
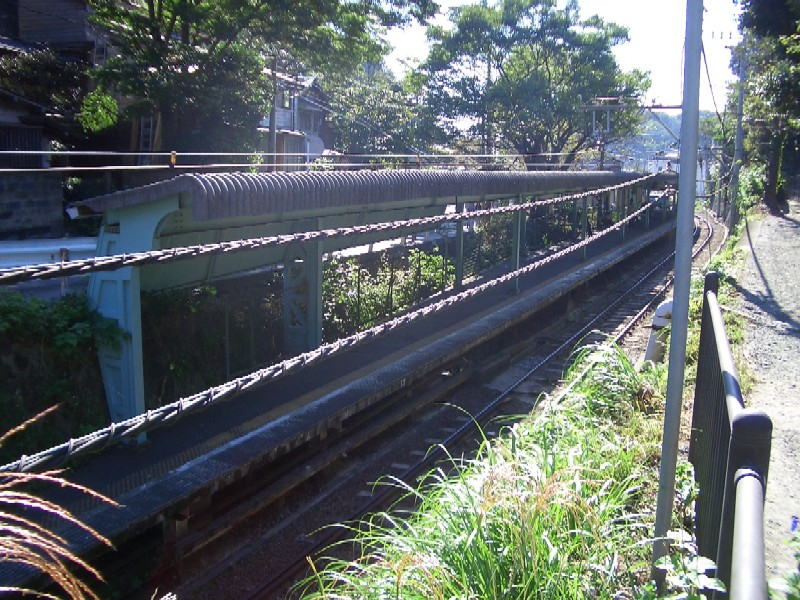
駅傍からホームを望む（2004年10月） - 画面奥が藤沢方
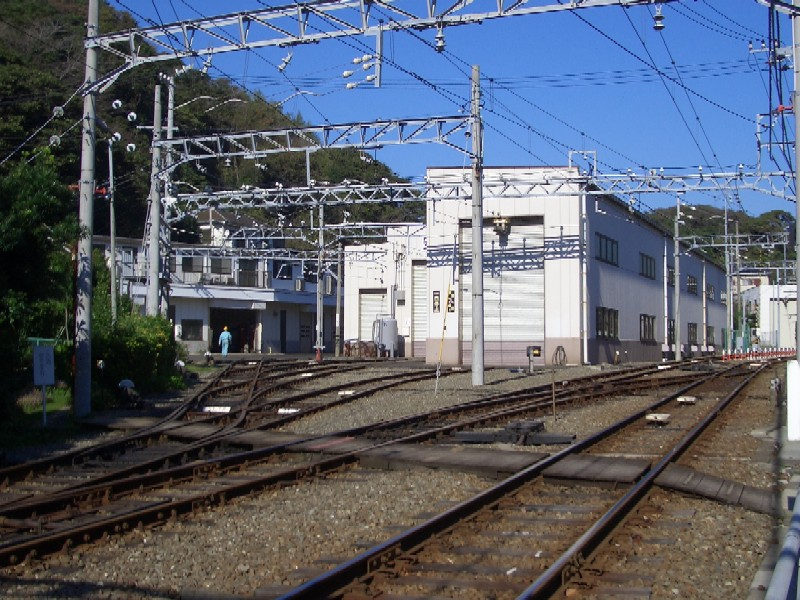
極楽寺検車区（2004年10月） - 極楽寺駅から藤沢方に約100m。画面奥が鎌倉方

## 利用状況
2019年（令和元年）度の1日平均乗降人員は1,764人であり、江ノ電全15駅中13位。
近年の1日平均乗降・乗車人員の推移は下記の通り。
| 年度               | 1日平均 乗降人員 | 1日平均 乗車人員 | 出典     |
| ------------------ | ---------------- | ---------------- | -------- |
| 1995年（平成07年） |                  | 662              | [ * 1 ]  |
| 1998年（平成10年） |                  | 596              | [ * 2 ]  |
| 1999年（平成11年） |                  | 594              | [ * 3 ]  |
| 2000年（平成12年） |                  | 583              | [ * 3 ]  |
| 2001年（平成13年） |                  | 577              | [ * 4 ]  |
| 2002年（平成14年） |                  | 599              | [ * 5 ]  |
| 2003年（平成15年） |                  | 568              | [ * 6 ]  |
| 2004年（平成16年） |                  | 586              | [ * 7 ]  |
| 2005年（平成17年） |                  | 583              | [ * 8 ]  |
| 2006年（平成18年） |                  | 621              | [ * 9 ]  |
| 2007年（平成19年） |                  | 462              | [ * 10 ] |
| 2008年（平成20年） | 1,859            | 427              | [ * 11 ] |
| 2009年（平成21年） |                  | 410              | [ * 12 ] |
| 2010年（平成22年） |                  | 380              | [ * 13 ] |
| 2011年（平成23年） | 1,593            | 373              | [ * 14 ] |
| 2012年（平成24年） | 2,102            | 1,050            | [ * 15 ] |
| 2013年（平成25年） | 2,100            | 1,076            | [ * 16 ] |
| 2014年（平成26年） | 2,223            | 1,134            | [ * 17 ] |
| 2015年（平成27年） | 2,292            | 1,173            | [ * 18 ] |
| 2016年（平成28年） | 2,355            | 1,207            | [ * 19 ] |
| 2017年（平成29年） | 1,890            | 924              | [ * 20 ] |
| 2018年（平成30年） | 1,878            | 922              | [ * 21 ] |
| 2019年（令和元年） | 1,764            |                  |          |

## 駅周辺
駅近くには駅名の由来である極楽寺や、成就院があり、観光客の利用も多い。
- 極楽寺
- 極楽寺坂切通し
- 成就院
- 鎌倉市立稲村ケ崎小学校

## 極楽寺駅を舞台とした作品
- 俺たちの朝（1976年製作の日本テレビ放送網テレビドラマ。当駅と周辺がロケ地になった）[5]
- エルフェンリート（週刊ヤングジャンプに連載されていた漫画。原作およびアニメの第1話で当駅が描かれている）
- 最後から二番目の恋（ドラマ放送後から2016年まで出演者のサインやポスターが窓口の横に飾られていた）[5]
- 海街diary （月刊フラワーズで連載中の漫画。作中で主人公すずを含めた香田家4姉妹が通学・通勤に利用する最寄駅）[5]
- ふたつのスピカ（コミックフラッパーで連載されていた漫画。第1話に当駅が描かれているほか，作中に江ノ島電鉄沿線，鎌倉，由比ヶ浜の風景が描かれている。）
- 南鎌倉高校女子自転車部（月刊コミックブレイドで連載中の漫画。漫画・アニメのキービジュアルでは，当駅に佇むヒロインたちが描かれている。）
- 亜人ちゃんは語りたい（当駅を利用するシーン他、江ノ電に乗車している風景が描かれている）。
- ASIAN KUNG-FU GENERATION 『極楽寺ハートブレイク』

## 隣の駅
江ノ島電鉄
 江ノ島電鉄線
稲村ヶ崎駅 (EN10) - 極楽寺駅 (EN11) - 長谷駅 (EN12)